# Новое Вишенье
Новое Вишенье  — деревня в Торжокском районе Тверской области. Входит в состав Большесвятцовского сельского поселения.

## География
Находится в центральной части Тверской области на расстоянии приблизительно 8 км на северо-запад по прямой от районного центра города Торжок.

## История
Деревня была отмечена еще на карте 1825 года. В 1859 году здесь (деревня Новоторжского уезда Тверской губернии) было учтено 23 двора, в 1938 — 35.

## Население
Численность населения: 122 человека (1859 год), 11 (русские 100 %) в 2002 году, 19 в 2010.